# Bình Châu
Bình Châu là một xã thuộc Thành phố Hồ Chí Minh, Việt Nam.

## Địa lý

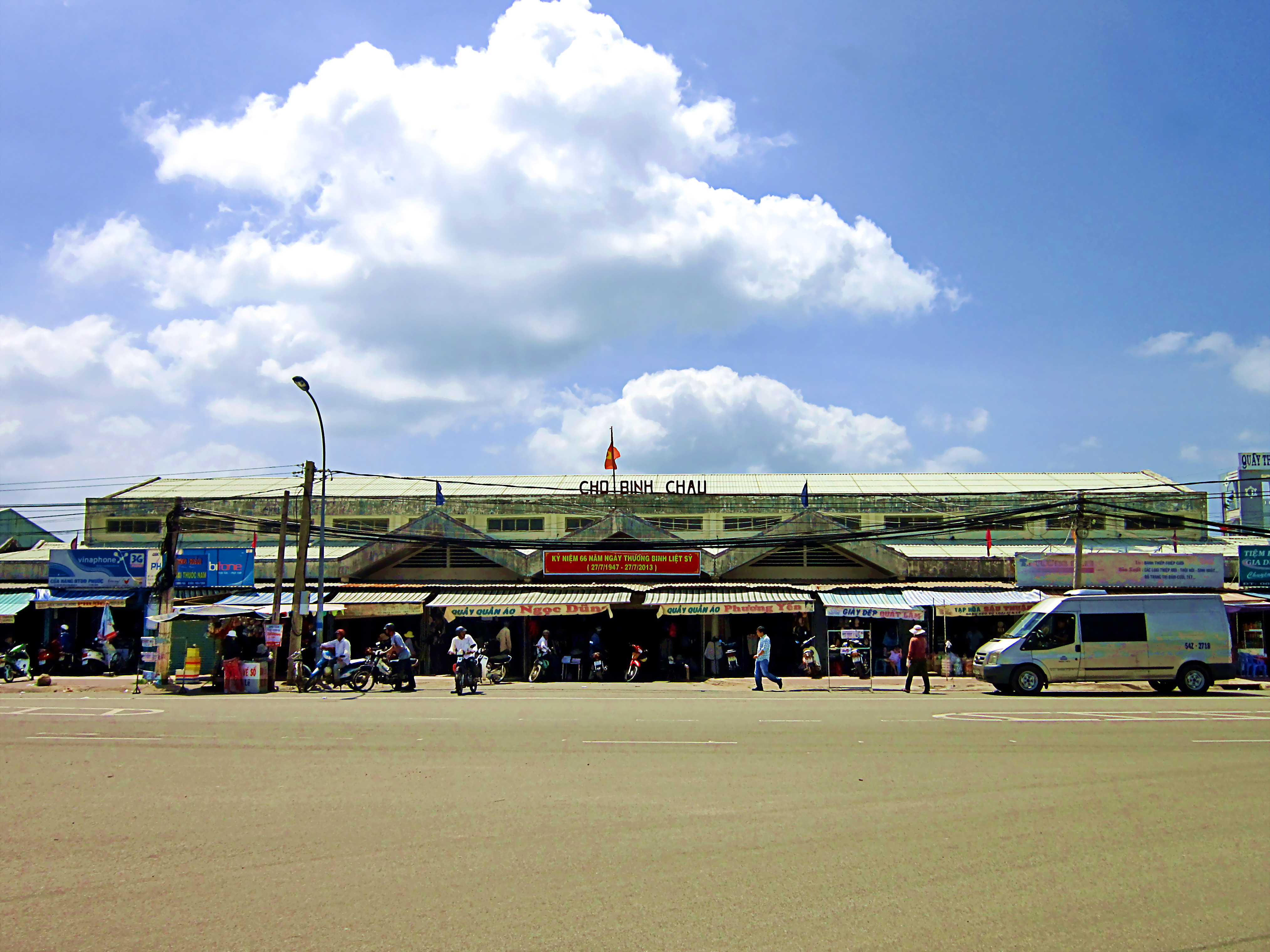
Chợ Bình Châu

Xã Bình Châu nằm ở phía đông huyện Xuyên Mộc, có vị trí địa lý:
- Phía đông giáp tỉnh Bình Thuận và biển Đông
- Phía tây giáp các xã Hòa Hội và Bưng Riềng
- Phía nam giáp biển Đông
- Phía bắc giáp xã Hòa Hiệp.

Trên địa bàn xã có quốc lộ 55 đi qua.
Xã có diện tích 90,62 km², dân số năm 1999 là 15.344 người, mật độ dân số đạt 169 người/km².

## Hành chính
Xã Bình Châu được chia thành 13 ấp: Bến Lội, Bình Hòa, Bình An, Bình Minh, Bình Trung, Bình Thắng, Bình Tiến, Khu 1, Láng Găng, Thanh Bình 1, Thanh Bình 2, Thanh Bình 3 và Thèo Nèo.

## Lịch sử
Xã Bình Châu được hình thành từ thời Pháp thuộc, khi đó có tên là làng Cù Mi thuộc tổng Nhơn Xương, tỉnh Bà Rịa.
Đến thời Việt Nam Cộng hòa, làng Cù Mi được đổi thành xã Bình Châu thuộc quận Xuyên Mộc, tỉnh Phước Tuy.
Sau năm 1975, xã Bình Châu thuộc huyện Xuyên Mộc như hiện nay.

## Du lịch
Trên địa bàn xã Bình Châu có khu du lịch sinh thái suối nước khoáng nóng Bình Châu. Đây là suối nước nóng nằm lộ thiên giữa khu rừng nguyên sinh Bình Châu - Phước Bửu. Suối nước nóng Bình Châu do người Pháp phát hiện năm 1905, gọi là suối khoáng nóng Cù Mi (tên làng của đồng bào dân tộc Châuro). Năm 1928, trên tạp chí "Nghiên cứu Đông Dương" (BSEI) bác sĩ người Pháp Albert Sallet đã giới thiệu về Mạch Cù Mi.